# Skálatoftir

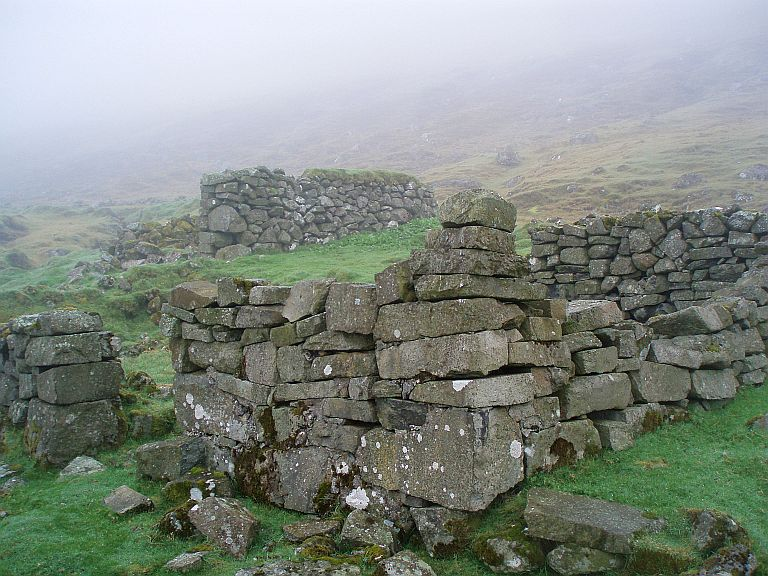
Húsatoftir á Skálatoftum í 2008

Skálatoftir (ˈskɔalaˌtɔftɪr, duński: Skåletofte) – opuszczona osada położona na wyspie Borðoy, w północnej części archipelagu Wysp Owczych.
Należy do komuny Klaksvík. Osada ta wymarła najpóźniej w 1914. Od tamtej pory ta druga najbardziej wysunięta na północ osada na wyspie Borðoy jest niezamieszkana. Nazwa Skálatoftir znaczy po norwesku hustufter – w archeologii są to mury, obrysy zabudowań widoczne w terenie lub po odkrywkach archeologicznych. Nazwa ta odnosi się do faktu, że osada była opuszczana już co najmniej 3 razy, przed rokiem 1914. Nazwa Skálatoftir została pierwszy raz wymieniona w źródłach w 1584. Z Skálatoftir roztacza się dobry widok na miejscowość Skarð na wyspie Kunoy, która została opuszczona w 1919. Jest tu także dobry widok na górę Kunoyarnakkur (820 m), widoczną po drugiej stronie Haraldssund.